# Balladterminologi
Balladterminologi avser dels den ofta speciella användningen av ord i balladspråk, dels speciella termer som används i balladforskning. Nedanstående lista är inte fullständig.

## Viktiga begrepp inom balladforskning

### Medeltidsballad
Termen medeltidsballad eller medeltida ballad är relativt modern. Den används av balladforskare om tillräckligt gamla folkvisor av en viss form, och ibland även om nyare folkvisor av annan form där man anser sig ha goda skäl att tro att de härstammar från äldre varianter på 'riktig balladform'. I äldre tid kallades de helt enkelt folkvisor.
Genren som sådan härstammar från medeltiden, och det finns skäl att anta att dessa visor från början allmänt användes till dans (vilket ballad anspelar på). Nästan alla uppteckningar i Nordeuropa är dock gjorda efter medeltidens slut; och endast på Färöarna används fortfarande dessa visor i påtaglig omfattning till dans. I vissa fall kan man från textinnehållet eller från en analys av balladens spridning dra slutsatsen att den verkligen bör härstamma från medeltida förlagor. Även i dessa fall torde dock både texter och melodier ha ändrats påtagligt mellan medeltidens slut och uppteckningen.

### Efterklangsvisa
Folkvisor som 'nästan men inte riktigt' uppfyller kraven för att klassificeras som medeltidsballader kallas i Sverige efterklangsvisor. Det är ibland svårt att otvetydigt avgöra om en folkvisa skall räknas till medeltidsballaderna eller till efterklangsvisorna. I den tyska samlingen Deutsche Volkslieder mit ihren Melodien lär man inte på samma sätt göra åtskillnad mellan dessa två genrer.
Begreppen typ, variant och version används för att klassificera olika uppteckningar (och inspelningar) av ballader. En typ kan omfatta flera varianter, och en variant flera versioner. Olika balladtyper kan i sin tur sammanföras i olika grupper.

### Typ
Typen är det som är gemensamt för alla uppteckningar av väsentligen samma ballad. Med detta menas ofta att innehållet ungefär beskriver detsamma, och typen kan därför sammanfattas med en typbeskrivning. I princip alla skandinaviska medeltidsballadstyper är beskrivna i The Types of the Scandinavian Medieval Ballad (TSB); men vissa skämtballader typbeskrevs först efter att den senaste tryckta upplagan av TSB kom år 1978.
Det är inte alltid helt självklart hur typindelningen bör göras. I vissa fall visar texten att flera uppteckningar naturligt 'hör ihop', trots att handlingen kan skilja sig åt på avgörande sätt. Till exempel kan samma personer förekomma i båda uppteckningarna, och händelseförloppet och till och med ordvändningarna vara mycket lika, utom att den ena slutar lyckligt och den andra olyckligt. I sådana fall brukar båda anses tillhöra samma typ, men typbeskrivningen förses med kommentarer om de skiljaktiga sluten. Likaså kan vissa uppteckningar vara mycket förkortade jämfört med andra, men fortfarande vara 'synbart samma ballad'. I somliga gränsfall är det svårt att 'objektivt' avgöra om två uppteckningar bör räknas till samma eller olika balladtyper.
Typindelningen för olika vetenskapliga balladeditioner bygger i hög grad på gemensamma principer (som går tillbaka på Svend Grundtvigs pionjärarbete på 1800-talet), och därför kan man oftast jämställa balladtyper från olika språkområden. I några fall avviker olika balladförteckningars typindelningar från varandra.
En typ betecknas i SMB dels med bokstäverna SMB och ett tal, dels med en titel (som ofta egentligen bara passar bra in på några av varianterna av typen); t. ex. SMB 72, Rudegull seglar bort med sin trolovade. Olika balladtyper har olika titlar i SMB. I TSBs typbeteckning anges först vilken av balladgrupperna typen räknas till med någon av bokstäverna A till F, och därefter ett tal. Balladtypbeskrivningen citerar också en rubrik från något nordiskt språk, och ger en sammanfattande rubrik, men olika balladtyper kan ha samma sammanfattande rubrik. Exempelvis betecknas typen SMB 72 som TSB D 46, med rubriken
Rosengård og Hillelille — Knight comes just in time to rescue his belowed from forced marriage;
och typen SMB 71 = TSB D 45 har precis samma sammanfattande rubrik.
Balladartiklarna i denna wikipedia följer ofta typindelningen.

### Variant
En sammanhållen tradition, där inte bara kända text- och melodiuppteckningar eller inspelningar är rätt likartade, utan man också av andra skäl kan anta att samtliga ytterst härstammar från t. ex. samma familj eller samma by. Varianter åtskiljs i SMB av att olika versaler fogas till typbeteckningen.
Exempelvis betecknar SMB 72 X en "familjetradition från Lappland", upptecknad efter två systrar (Anna Lundberg-Grady och Allida Grönlund), som båda hade lärt sig visan av sin farmor (Klara Lovisa Andersdotter Lundberg). I denna variant kallas den manliga huvudpersonen "rika Roland", inte "Rudegull"; kvinnan namnges inte. Nästan samma variant finns inspelad av nutida folkmusiker under namnet Vänner och fränder, bland annat av Folk och Rackare och av Garmarna; men i dessa moderna versioner kallas mannen "lille Roland".

### Version
I princip en enda uppteckning eller inspelning.
Även två inspelningar av samma ballad med samma sångare skiljer sig oftast åt i några smådetaljer. I detta fall räknas de två inspelningarna som två versioner. I SMB nöjer man sig i sådana fall oftast med att helt återge den ena versionen, och sedan bifoga en lista över avvikelserna i den andra.
Olika versioner av samma variant skiljs åt i SMB genom att man lägger till olika gemener (a, b, c o. s. v.) efter versionsbeteckningen.
Exempelvis ger SMB fyra versioner av SMB 72 X, där 72 Xa och 72 Xb är två inspelningar med Anna Lundberg-Grady, och 72 Xc och 72 Xd inspelningar med Allida Grönlund. Texterna är såpass lika att bara 72 Xa skrivs ut i sin helhet; melodierna skiljer sig litet mer åt mellan systrarna, och ges därför för både 72 Xa och 72 Xc. Ett exempel på de små textskillnader som listas är att strof 12 började Å unga bruden i 72 Xa men Och unga bruden i 72 Xb.

## Ovanliga ord (eller ovanliga betydelser av vanliga ord) i balladtexter

### Blå
Som färg på kläder markerar detta överklass, eftersom vissa blåa nyanser var dyra att framställa.

### Ganska
Helt, alldeles, fullständigt.

### Gångare
Ridhäst

### Liten
Person från 'underklassen'; exempelvis tjänstefolk.

### Slätt
Förstärker negationer, på samma sätt som det nutida "alls" i uttryck som "inte alls". Exempel: "Slätt ingen" = "ingen alls"; "slätt intet" = "ingenting alls" eller "inte alls".

### Springa
Hoppa; ta ett språng.

### Springare
Krigshäst

### Stolts
Kvinna från 'överklassen'.

### Vit / Grå
Som färg på häst markerar detta överklass. Kungen red till strid på ljusa hästar (som var lätta att se).